# Sotir Papahristo
Sotir Papahristo (ur. 11 grudnia 1887 w Vëmbellu, zm. 21 września 1979) – albański nauczyciel, przewodniczący Generalnej Dyrekcji Edukacji.

## Życiorys
W 1912 roku ukończył studia filologiczne na Uniwersytecie Ateńskim i następnie do 1922 roku pracował w Korczy jako nauczyciel starożytnej greki, języka łacińskiego i historii. Pracował następnie jako inspektor szkół w prefekturze Korcza.
W marcu 1925 roku został mianowany przewodniczącym Generalnej Dyrekcji Edukacji. Pełniąc tę funkcję, dokonał reform szkolnictwa w Albanii, między innymi:
- uregulował status nauczyciela
- wydał ustawę organiczną Departamentu Edukacji oraz rozporządzenia o szkolnictwie podstawowym, średnim i wyższym
- powołał w Tiranie komisję złożoną ze specjalistów, w której był m.in. Aleksandër Xhuvani; komisja ta ustanowiła program dla wiejskich szkół oraz programy dla gimnazjów państwowych

We wrześniu 1925 został dyrektorem Francuskiego Liceum w Korczy.

## Życie prywatne
30 stycznia 1922 roku poślubił Evdhoksi Manon, córkę jednej ze znanych w Korczy rodzin.